# Ruzunga
Ruzunga är ett vattendrag i Burundi.   Det ligger i provinsen Bururi, i den sydvästra delen av landet, 60 kilometer sydost om huvudstaden Bujumbura.
Omgivningarna runt Ruzunga är en mosaik av jordbruksmark och naturlig växtlighet. Runt Ruzunga är det ganska tätbefolkat, med 166 invånare per kvadratkilometer.